# Инок (комикс)
«И́нок» — серия российских комиксов в жанре фэнтези, выпускавшаяся издательством Bubble Comics с 2012 года по 2016 год. Авторами первой сюжетной арки являются Артём Габрелянов и Алексей Гравицкий, затем место сценаристов заняли Наталия Девова, Евгений Федотов и Роман Котков. В начале 2017 года в рамках инициативы Bubble «Второе дыхание» начат выпуск продолжения «Инока» под названием «Мироходцы».
Комикс повествует о похождениях Андрея Радова, известного как «Инок», — хранителя фамильного креста, инкрустированного камнями Силы, которые дают ему сверхспособности. Андрей Радов путешествует по различным временам истории России и противостоит главным образом могущественному чернокнижнику неопределённого возраста, известному как «Магистр». Впоследствии путешествия во времени уступают место путешествиям между параллельными мирами, а сам Андрей становится мироходцем — путешественником по Многомирью. Сюжет переплетается с другими линейками комиксов Bubble: так, в 2013 году вышел кроссовер с комиксом «Бесобой» под названием «Инок против Бесобоя», а в 2015 случился первый глобальный кроссовер вселенной комиксов Bubble под названием «Время Ворона», в котором сюжет «Инока» пересёкся с не только с «Бесобоем», но и с «Красной Фурией» и «Майором Громом».
В целом комикс получил положительные отзывы: критики отмечали в первую очередь необычную и аутентичную идею, взятую из русской культуры. Впоследствии комикс поменял свою концепцию, отказавшись от первоначальной задумки, и это также было воспринято в целом хорошо, хотя не всем обозревателям резкая смена концепции пришлась по душе.

## Основные персонажи
- Андрей Радов — главный герой серии. Инок из рода Радовых, впоследствии становится мироходцем. Обладает крестом, инкрустированным камнями Силы, каждый из которых даёт ему сверхспособность — телепортироваться, приумножать предметы, испепелять цель, кроме того, после поглощения особой таблетки получает исцеляющий фактор и повышенную физическую силу. В начале комикса легкомыслен и эгоистичен, но после комы становится серьёзнее и ответственнее[1].
- Ксения Алёхина — девушка Андрея, в конце «Инока» выходит за него замуж. Случайно погибает от руки Андрея, но впоследствии воскрешена в виде дриады, получив бессмертие, способность озеленять местность и управлять растениями.
- Серый Волк — мироходец, авантюрист и пройдоха, жаден и самовлюблён. Способен превращаться в огромного волка. Борется с Кощеем, собирая царевичей Иванов по разным мирам и отправляя их в Эдем, чтобы они сразились с Кощеем, пытаясь освободить свою возлюбленную Василису, а пока Кощей сражается, похищает один из его артефактов. На самом деле является одним из Иванов, появившихся на свет благодаря временному парадоксу, вызванному Кощеем, когда тот пытался вернуться за Василисой[1]. Называет Андрея «холопом».
- Владыка, или сокращённо Влад — мироходец с искалеченной половиной лица, спрятанной под металлической маской, который со своим отрядом охотится за Серым Волком, путешествуя между мирами. Настоящее имя — Иоанн. Когда-то правил своим миром, но впоследствии его сын, Лев, занял его место, став Монархом. Также является царевичем Иваном.
- Василиса Премудрая — возлюбленная Ивана, пленница Кощея, живущая в Эдеме. Имеет форму птицы — Сюту. Является дочерью богини Мокоши.
- Кощей Бессмертный — страж Земли, живущий в Эдеме, один из самых могущественных воинов Многомирья. Занят убийством богов, пытающихся захватить Многомирье, причём ради этого не гнушается даже ввергать миры в хаос. Кощей — оригинальный Иван Царевич.
- Магистр — ключевой антагонист серии, чернокнижник, проживший много столетий, который противостоит Андрею и пытается заполучить его крест и камни Силы. Добивается своего обманом и манипуляциями.

## Сюжет

Крест рода Радовых, инкрустированный Камнями Силы

История начинается с того, как молодой человек по имени Андрей Радов сдаёт некому лысому ломбардщику унаследованный от деда фамильный крест, чтобы купить себе дорогую машину. После этого Андрей попадает в аварию, которую подстроил тот самый лысый ростовщик. Андрей впадает в кому, его тело остаётся в больнице, а душа встречает деда, который упрекает его за то, что тот продал реликвию. Крест, который продал Андрей, тот самый, которым крестили Русь, а драгоценные камни, которыми он инкрустирован, обладают магической силой, и они добыты у различных врагов, пытавшихся завоевать страну. Род Радовых — это Иноки, хранители креста и защитники Руси, каждого из которых звали Андреем, и последним из них был дед главного героя. Поскольку Андрей продал крест, ему предстоит его вернуть, путешествуя по разным историческим эпохам, вселяясь в тела своих предков, и собрать камни из креста, сражаясь с врагами Руси. Каждый раз, попадая в новую эпоху, Андрей сталкивается с загадочным чернокнижником Магистром, помогавшим захватчикам Руси и являющимся тем самым ломбардщиком (сюжет «Проданная реликвия»).
Собрав все камни, Андрей возвращается в своё время и сразу же решает выкупить обратно свой крест, однако Магистр убеждает Андрея, что в смерти его деда повинен Бесобой. Чтобы Андрей смог убить Бесобоя, Магистр даёт Андрею таблетку, давшую ему способность к регенерации и особую силу. Магистр имеет с этого выгоду — он заключил договор с одним из полководцев Ада, чтобы с помощью Инока убить Бесобоя, а взамен демоны дают ему очень редкую и старинную книгу. Андрей хочет отомстить Бесобою за деда, но узнаёт, что Магистр обманул его, а Бесобой не виноват. Вместе Инок и Бесобой мешают Магистру воскресить Генрикуса Инститора, но возлюбленная Андрея, Ксюша, случайно погибает от его руки — из-за таблетки Андрей превращается в кровожадного демона, а стать прежним он может, только кого-нибудь убив. В результате Андрей опускает руки, разочаровывается в своём призвании как Инока и хоронит крест вместе со своей девушкой (кроссовер «Инок против Бесобоя», сюжет «Прощание»).
Посетив могилу Ксюши, Андрей застаёт некого незнакомца, одетого в волчью шкуру, который выкопал из могилы её тело и хочет украсть крест. Он убегает в портал, а Андрей бежит за ним с телом Ксюши в руках, и оказывается в другом мире. Похититель креста оказывается Серым Волком, мироходцем, способным путешествовать между мирами. Андрей переносится в мир, где люди страдают от болезни, превращающей их в зверей, однако это оказывается проклятьем, и с помощью Серого Волка ему удаётся его снять (сюжет «Зверь во мне»). Владыка, который охотится за Волком, обещает воскресить Ксюшу в обмен на помощь в его поимке, и Андрей даёт согласие. В итоге Андрей сам становится мироходцем, научившись пользоваться «иглой» — артефактом для странствий по мирам и временам, и начинает путешествовать по Многомирью (сюжет «Владыка»). Андрей, Владыка и их отряд, преследуя Серого Волка, попадают в новый мир — республику Громовница, жители которой воюют с монстрами-полозами, порождениями чудовищной машины – тривурма Горнача. Горнача временно одолел королевич Ива, но впал в регенеративный сон, а впоследствии его похитил Волк, убедив его, что спасать его мир бесполезно. Ива покидает мир, чтобы отомстить Кощею за то, что он наслал Горнача на мир, но погибает от его руки. Инок побеждает чудовище самостоятельно, а отряд Владыки берёт Волка в плен. Тем временем Магистр узнаёт, что Андрей ушёл в путешествие по мирам, и решает до него добраться (сюжет «Высокое напряжение»).
Чтобы воскресить Ксюшу, Андрей отправляется в Навь, мир мёртвых, разминувшись с отрядом Владыки. В обмен на возвращение Ксюши Андрею приходится отдать Яге, хозяйке Нави, один из камней Силы из своего креста. На выходе из Нави, на Калиновом мосту, Андрей и Ксюша встречают птицу Сюту — та может дать Андрею живую воду, необходимую для полного воскрешения Ксюши, если тот её освободит (сюжет «Калинов мост»). Чтобы раздобыть воду, Андрей, Ксюша и Сюта отправляются в мир, где правит некий Монарх, подданные которого страдают от болезней и ускоренного старения, а живую воду, способную их исцелить, Монарх им не даёт — источник живой воды иссяк, а живая вода сменилась мёртвой. Встретившись с Серым Волком, Инок решает украсть у него воду, заручившись его поддержкой, но внезапно появляется Чёрный Пёс, персонаж из комикса «Бесобой», и заставляет Андрея вернуться в свой родной мир, оказавшийся в смертельной опасности — ему грозит бог-ворон Кутх (сюжет «Сердце монстра»). История Андрея продолжается в кроссовере «Время Ворона», где он помогает другим героям одолеть Кутха, а также узнаёт, что Сюта на самом деле является Василисой Премудрой. В ходе кроссовера Магистр лишает Андрея силы таблетки и ломает его крест, забирая камни Силы.
Так как Андрей Радов в сюжете пока не фигурирует, повествование идёт от лица Серого Волка — он же и становится временным протагонистом, а название серии «Инок» временно меняется на «Волк». Придя в себя, Волк решает свергнуть Монарха, тиранящего жителей и перерабатывающего людей в живую воду. Волк вспоминает, как впервые попал в этот мир много лет назад, и встретил здесь мальчика по имени Лев, с которым завёл дружбу. Лев отвёл Волка к своему отцу, Иоанну, тому самому Владыке, правителю мира. Выясняется, что Владыка Иоанн когда-то был другом Волка, и он любил Василису Премудрую, но так как Кощей отнял её у него, он предпочёл это забыть, выпив воду забвения, а на предложение Волка дать бой Кощею ответил резким отказом. Вскоре после этого Волк, взяв Льва в заложники, потребовал себе Душу мира, необходимую, чтобы добраться до Кощея. Владыке пришлось отдать её, но Волк обманул его и предпринял попытку убить Льва, после чего сбежал. Подумав, что его сын убит, Владыка набрал отряд и стал преследовать Волка. В настоящем времени Владыка пытается убедить Монарха, своего сына, одуматься, но тот разбивает сердце мира, чтобы оно не досталось никому. Чтобы Лев снова не стал перерабатывать людей в живую воду, Владыка убивает его. Волк признаётся, что тогда, взяв Льва в заложники, напоил его живой водой, так как не хотел убивать и считал его и своим сыном, и Иоанну следовало поискать его перед тем, как стремиться к мести. Владыка приходит в ярость и пытается застрелить Волка, но тот убивает его (сюжет «Мёртвая хватка»).
В сюжете «Путь к бессмертию» выясняется, что Кощей рассылал горначей по мирам, чтобы прекратить распространение влияния богов по Многомирью и защитить его от них. Василиса приводит Андрея, Ксюшу и Волка в Эдем, мир, которым правит Кощей. Затем Василиса отводит Андрея и Ксюшу в мир, где Ксюша должна пройти ряд испытаний, чтобы окончательно стать живой и обрести бессмертие, в случае неудачи она попадёт в рабство к духам природы. Духи высоко оценивают Ксюшу и превращают её в бессмертную дриаду. Прибыв назад к Кощею, Андрей и Ксюша вместе с Волком отправляются в путешествие по мирам по поручению Кощея защищать миры. Андрей, Волк и Ксюша попадают в мир, где все события разворачиваются вокруг местного героя — Громобоя. Волк приходит к выводу, что они находятся в чьём-то сне — и они и правда находятся во сне мальчика по имени Денис, лежащего в центре онкологии и больного неизвестной болезнью, из-за которой он постоянно погружён в свои фантазии. Разум мальчика захватил бог по имени Катила, но героям удаётся его одолеть (сюжет «Игрушечный солдат»).
В арке «Руки судьбы» раскрывается прошлое Кощея. В прошлом Кощей был известен как Иван Царевич, которого создали, как убийцу богов в древние времена, когда мир был Протоземлёй. Он хотел вызвать на бой богиню Мокошь и убить её, но встретил её дочь Василису, и они полюбили друг друга — Мокошь хотела, чтобы Иван перед смертью испытал настоящую любовь. Проведя с Иваном некоторое время, Василиса встала перед моральным выбором — убить любимого или дать ему убить мать, и в итоге решила покончить с собой, но Иван остановил её — кинжал в руках Василисы превращается в змею, подтверждая слова Ивана о том, что для богов люди не более чем игрушки. Когда Иван покинул Василису, чтобы убить Мокошь, разразилась война людей и богов, и они пробудили своими действиями Спящего — космическую сущность и источник всей магической и божественной силы. Спящий спал в центре Протоземли, и, проснувшись, попытался уничтожить мир, но вмешались более мощные силы и заменили уничтоженную вселенную альтернативной, в которой Спящий никогда не просыпался — так появилось Многомирье, а чтобы предотвратить повторение конца света и сдерживать богов, избрали стражем Ивана, который стал Кощеем.
Но Кощей хотел вновь увидеть Василису и, несмотря на запрет менять ход времени, похитил её из прошлого. За ним бросился в погоню Иван из её времени и вступил с ним в бой. Каждый раз, когда Кощей наносил удар Ивану своей волшебной рапирой, он терял частичку жизни, и из неё возникал новый человек — те самые Иваны, которых впоследствии Волк находил и натравливал на Кощея. Сам Иван потерял память и стал достойным правителем одного из миров, но, вспомнив о Василисе, отправился к Кощею и вежливо попросил его отпустить её. В ответ на просьбу Кощей его только убил. Василису растрогала просьба, и она оживила Ивана и подарила ему иглу. Вернувшись в свой мир, Иван узнал, что в этом мире прошло уже сто лет, и всё, что он строил, разрушено. Лишившись всего, Иван стал Серым Волком и начал противостоять Кощею, натравляя на него других Иванов и губя миры — это продолжалось до самой встречи с Андреем Радовым.
Андрей, Ксюша и Волк поражены услышанным от Кощея, но дают согласие стать защитниками Многомирья. Кощей дарит Андрею свою рапиру, но тот говорит, что ему нужно начала закончить одно дело в своём родном мире. Он хочет помириться со своей матерью, которая поссорилась с дедом Андрея и эмигрировала в США. В Нью-Йорке он её находит и знакомится со своей единоутробной сестрой Андреа, а затем просит у матери благословление на свадьбу с Ксюшей. На свадьбу приходит и Магистр — он поздравляет Андрея со свадьбой и возвращает ему меч, который он потерял в битве с Кутхом. Магистр предлагает Андрею забыть старые обиды, говорит о намерении стать владыкой Земли и выдвигает ультиматум: Андрей покидает Землю, но если вернётся, то Магистр наведается к его семье. В итоге Андрей, Ксения и Волк вновь отправляются в Многомирье.

## История создания

### Авторский состав и разработка
После того, как издательство Bubble претерпело неудачу с одноимённым журналом сатирических комиксов, которое оно выпускало, Артём Габрелянов, основатель издательства, принял решение отказаться от сатирических комиксов в пользу приключенческих и супергеройских. Для этого Габрелянов начал разрабатывать архетипические сюжеты в качестве основы для четырёх первых серий комиксов Bubble, среди которых был и «Инок». Авторы поначалу позиционировали комикс не только как развлекательный, но и в некотором роде образовательный продукт — в конце каждого выпуска первой сюжетной арки публиковалась историческая справка о том или ином периоде, в который попадал Андрей Радов. Ряд критиков утверждает, что ранний «Инок» нёс в себе православно-патриотический посыл, хотя Роман Котков, один из сценаристов комикса, это отрицает, сообщая, что они просто хотели написать историю о путешественнике во времени. Автором первой сюжетной арки «Инока» был писатель-фантаст Алексей Гравицкий. Перед тем, как изобразить эпоху, появляющуюся по сюжету, Гравицкий читал соответствующие научные работы, а Габрелянов выступал в качестве соавтора и редактора, периодически подкидывая идеи. Сам Габрелянов считает, что из-за Гравицкого «Инок» в то время и выделялся среди прочих комиксов Bubble своим неторопливым темпом повествования и размеренностью. Впоследствии Гравицкий перестал писать «Инока» по причине усталости от серии, и сценарий для последующих номеров писали Евгений Федотов, Наталия Девова и Роман Котков.
<…> были проблемы с тем, что люди воспринимали [«Инока»] очень однобоко: если они увидели, что человек с крестом ходит в такой одежде, то всё — сразу пропаганда, РПЦ проплатила, и такой герой ужасный. Нет, вообще-то изначально мы рассказывали историю о человеке, который путешествует во времени. И сейчас — концепция путешествия между мирами, которую продолжает и Евгений Федотов, при этом выкручивая её просто по полной, со всеми интересными сюжетами, в которые можно закинуть героя. <…> Сейчас серия движется в другом направлении, хотя опять же многие говорят, что старое направление Инока им тоже нравилось.
После окончания первой сюжетной арки и ухода Гравицкого концепция «Инока» кардинально изменилась — авторы решили отказаться от путешествий в различные временные периоды истории. По словам Евгения Федотова, делать часто выпускаемый комикс на историческую тематику достаточно сложно в силу многих причин — консультанты-историки зачастую тянули с ответами, требовалось немало времени на исследование темы, а сама сюжетная линия путешествий во времени начала заходить в тупик. Похожую позицию выразил и Артём Габрелянов — он добавил, что, помимо сложности исторической тематики, дополнительные трудности создавало то, что у Гравицкого не было опыта работы с комиксами, а также происходившая «чехарда с художниками», но итогом переделки концепции он остался доволен. Гравицкий отмечает, что историчность (даже пусть и в форме исторических мифов) уступила место фэнтезийности, и он не воспринимает это как что-то плохое, но «Инок» уже не тот, каким был прежде. Он выразил желание использовать и другие исторические сеттинги — например, средневековую Европу или Древний Рим, если бы концепция «Инока» осталась неизменной. Собственно, изначальный сценарий Гравицкого для финального выпуска первой арки как раз и кончался на том, что Андрей попадает в Средневековье и видит, как Ксюшу хотят сжечь на костре по обвинению в колдовстве, а казнит её Магистр в костюме палача. Окончательный отход «Инока» от изначальной идеи произошёл после кроссовера «Время Ворона». Также после того, как Андрей начал путешествие по мирам, из сюжета окончательно пропала тематика как патриотизма, так и православия — даже в комиксе Василиса отмечает, что в Многомирье есть ангелы, демоны и боги, а христианского Бога нет. В переработке концепции участвовала Наталия Девова — она писала часть серии с 15 по 26 выпуск, в том числе и кроссовер «Инок против Бесобоя».
Первым художником «Инока» стал Артём Бизяев, который до того иллюстрировал журнал юмористических комиксов Bubble. По воспоминаниям Бизяева, ему давали много творческой свободы, но при этом зачастую приходилось работать в авральном режиме, и это очень выматывало. Другие художники, работавшие над «Иноком» — Наталья Заидова, Андрей Родин, Евгений Тончилов, Анастасия Катеринич, Олег Окунев, Алина Ерофеева, Иван Елясов, Анна Рудь и Мария Привалова.

### Дизайн персонажей
Сама по себе идея «Инока» появилась у Артёма Габрелянова и Евгения Федотова. Габрелянов хотел создать персонажа, который мог бы путешествовать во времени и был бы своего рода «попаданцем наоборот» — т.е. путешествовал во времени вполне осознанно, хотя и не был бы от этого в восторге, как герои многих произведений попаданческого жанра. Обсуждая с Федотовым, каким должен быть персонаж, чтобы во всех эпохах его одежда и имидж смотрелись аутентично и естественно, он пришёл к выводу, что лучше всего подойдёт священник — образ духовенства наименее изменился в ходе истории. Разработал образ Инока Артём Бизяев. Алексей Гравицкий счёл внешний вид Инока чересчур броским и выделяющимся, но он «оказался в меньшинстве», так как образ главного героя комикса должен был быть легко узнаваемым. В конечном итоге это вызвало трудности для других художников, поскольку сложно было изображать различные действия персонажа с такой одеждой. Начальный вариант Инока выглядел гораздо менее мускулистым и массивным — по словам Габрелянова, он напоминал больше мага, чем воина, поэтому Артёму Бизяеву пришлось доработать образ. Бизяев сообщает, что сделал силуэт Андрея «более массивным и угрожающим». В качестве оружия Иноку даны меч и рипида — её края заточены таким образом, чтобы её можно было бы использовать как алебарду. Бизяев отметил, что, по задумке, священной рипидой можно убивать демонов, а на наручах у Инока выгравированы тексты из Священного писания для защиты от нечистых сил. После сюжета «Инок против Бесобоя» внешний вид Андрея претерпел значительные изменения, а дизайн персонажа обыгрывает крест — реликвию Радовых.
Образ Магистра, ключевого антагониста серии, также разработан Бизяевым. Антагонист менялся с течением времени — если первоначально он изображался как «мерзкий старик с пятнистым зобом», то позже Бизяев счёл, что ему лучше быть похожим на дворецкого из телесериала «Аббатство Даунтон» — он хотел подчеркнуть его аристократическую надменность большим птичьим носом и густыми бровями. Из-за характерной внешности в сценарии первых выпусков «Инока» Магистр был прописан как «Носатый». Художник утверждает, что Магистра ему нравится рисовать больше всего. В четырнадцатом выпуске «Инока» впервые появился Кутх — бог-ворон, задуманный изначально, как антагонист для первого глобального кроссовера «Время Ворона». Сам по себе Кутх создан на основе одноимённого персонажа из мифологии народов Севера России, но при этом авторы опирались не столько на мифологию, сколько на собственное видение архетипа бога-трикстера. Кутх создавался как некая противоположность Магистру, который действует исподтишка — по задумке, как сообщает Габрелянов, он должен был одним своим видом внушать силу и ужас и обращать противников в бегство.

### Издание
Первый выпуск «Инока» вышел 15 октября 2012 года, впоследствии следующие выпуски также издавались каждое 15 число до 2014 года. Когда у Bubble появилось две новых серии, «Экслибриум» и «Метеора», график выхода комиксов изменился — дата выхода «Инока» сместилась на 10 число. Иногда выпуски «Инока» выходили не в назначенные сроки — одни чуть раньше, другие чуть позже. Некоторые выпуски печатали дополнительно с альтернативной обложкой либо для фестивалей, либо для магазинов комиксов в качестве эксклюзива. 15-17 выпуски «Инока» являются частью  арки-кроссовера «Инок против Бесобоя», а 38 выпуск «Инока» входит в кроссовер «Время Ворона». 4 ноября 2015 года «Инок» вышел в американском интернет-магазине цифровых комиксов ComiXology под названием Friar, всего на сайте опубликованы первые 12 выпусков. В декабре 2016 года серия «Инок» была закрыта на 50-м, заключительном выпуске, одновременно с остальными тремя первыми сериями издательства «Майором Громом», «Бесобоем» и «Красной Фурией». Сразу же после этого, в январе 2017 года, Bubble анонсировала инициативу «Второе дыхание», в ходе которого на замену закрытым сериям комиксов вышли линейки-продолжения. Соответственно, «Инок» получил продолжение в виде другого комикса, «Мироходцы».
В октябре 2014 года комикс начал издаваться в виде томов-сборников по несколько выпусков, каждый том при этом мог быть допечатан с альтернативной обложкой. В конце каждого тома Bubble добавляла комментарии сценаристов, художников, концепт-арты, неиспользованные обложки. В мае 2015 года вышел графический роман «Хроники Инока: Штурм Берлина». Действие графического романа разворачивается во время Великой Отечественной войны, а сюжет повествует об Андрее Радове, деде главного героя серии «Инок», и о том, как он воевал против нацистов. В этом же графическом романе появляется дед Игоря Грома, с которым Радов сражается бок о бок. Впоследствии «Хроники Инока» перевыпустили с дополнительными страницами и под новым названием: «Инок и Майор Гром: Штурм Берлина». В апреле 2016 года вышел шуточный спецвыпуск «Инока» — «Инок. Король вечеринок» за авторством Виталия Терлецкого, а в 2020 году «Инок. Король вечеринок» был переиздан с новой обложкой от Артёма Бизяева и дополнительной историей «Никаких больше вечерИНОК».

## Отзывы и критика
Комикс поначалу получил смешанные отзывы, но впоследствии, когда вышло больше выпусков, стали появляться более положительные рецензии. Портал Tesera назвал ранние выпуски «Инока» клюквенными и шаблонными, а также посетовал на ляпы с исторической точки зрения, но притом саму идею комикса счёл довольно самобытной и востребованной. Сайт Geekster отметил, что, в отличие от прочих комиксов Bubble, «Инок» сразу понравился практически всем. Он выделил своеобразный рисунок Артёма Бизяева и «спорный» сюжет, которые, тем не менее, вполне гармонично сочетаются. Журнал «Мир фантастики» прохладно воспринял изначальную идею «Инока», однако хорошо отозвался о смене концепции в процессе кроссовера «Инок против Бесобоя». Отход от православно-патриотической тематики, заданной в начале комикса, также был рядом критиков встречен с одобрением — так, Redrumers высказывает предположение, что такой ход сценаристов значительно расширил повествовательный потенциал «Инока» и позволяет «рассказывать отличные и разноплановые истории, одновременно на замыкаясь в определённых рамках». Антураж «Инока» с началом путешествий по Многомирью, где часто встречаются футуристические доспехи и роботы, Redrumers сравнил с «Вархаммером». Сайт ComicsBoom, рассматривая первый выпуск «Инока», также назвал комикс самым оригинальным из начальных четырёх серий от Bubble Comics — несмотря на многократно использованный в массовой культуре архетип священника-борца со злыми силами, автора рецензии подкупила идея о путешествиях в различные эпохи истории России, и наоборот, советовал авторам «давить на патриотизм», показывая Россию как «пусть не идеальную, но великую страну, которую населяли храбрые и отважные люди — то есть делать комикс именно русским и для русских», а также выразил желание, чтобы в будущем комикс стал похож на серию игр Assassin’s Creed, где похожим образом различные исторические события переплетены с художественным вымыслом. В другой рецензии ComicsBoom назвал «Инока» потенциально самым интересным комиксом Bubble, которому недоставало качества реализации (в частности, в числе огрехов выделена затянутость), а Андрея он счёл достаточно живым, неидеальным персонажем, которому легко сопереживать.
GeekFan рассмотрел первую сюжетную арку «Инока». Рецензента смутило, что постоянно меняется художник и качество рисунка (в качестве контрпримера автор приводит «Майора Грома», который от таких проблем не страдал), критике также подвергся раздражающий главный герой и плохо поданный сюжет, несмотря на наличие интересных сюжетных поворотов. После же кроссовера «Инок против Бесобоя» GeekFan воспринял серию намного теплее — по мнению автора, сюжет стал более внятным, Андрей Радов перестал раздражать своим эгоизмом и приобрёл больше глубины характера, также было отмечено улучшение экшн-сцен. Кроме того, автору рецензии понравился сюжетный поворот с Серым Волком. Аналогично выразился и Денис Варков, рецензент «Канобу» —  несмотря на то, что «Инок» резко менялся с каждой новой сюжетной аркой, Андрея смогли развить в интересного персонажа, за похождениями которого увлекательно следить. Кроме того, Варков счёл мифологию «Инока» достаточно интересной. Юрий Коломенский в обзоре на «Мироходцев» вспоминал, что ему безумно понравилась изначальная идея «Инока» с путешествиями во времени, древней Русью и злодеем, который манипулировал окружающими, чтобы завладеть крестом Андрея. Алексей Ионов, рецензент DTF, счёл Андрея Радова одним из самых недооценённых героев Bubble. «Инок» был наименее популярной серией издательства, сам Артём Габрелянов также сообщал, что отзывов на «Инока» и «Красную Фурию» меньше всего.
Два года спустя после начала выхода серии Алексей Замский (Ларош) и Евгений Еронин (Redson) на сайте SpiderMedia провели разбор серии комиксов. Читая первую арку, Замский счёл диалоги «дубовыми», а после перезагрузки с неудовольствием отнёсся к тому факту, что, кроме названия, от начальной идеи «Инока» практически ничего не осталось, в том числе и «русскости». При этом он похвалил работу Бизяева (сравнив его рисунок с мультфильмами для взрослых) и Доронина (отметив его схожесть и общий уровень качества с диснеевскими мультфильмами). Евгений Еронин, напротив, был куда мягче: для него комикс стал сродни фильму «Мы из будущего» — он ожидал посредственный продукт от российского производителя, а получил неплохое произведение, способное увлечь. В особенности он похвалил Магистра — постоянного злодея — харизматичного, понятного читателю, что выделяет «Инока» на фоне прочих комиксов Bubble. При этом Еронин отметил, что долгое время «Инок» словно не мог определиться, каким именно комиксом он должен быть.

### Коллекционные издания
- Инок — Проданная реликвия — Книга 1. — Bubble Comics, Октябрь 2014. — Т. 1 (№ 1—6) и доп. материалы. — 232 с. — (Инок). — ISBN 978-5-9906506-5-7.
- Инок — Проданная реликвия — Книга 2. — Bubble Comics, Декабрь 2014. — Т. 2 (№ 7—14) и доп. материалы. — 280 с. — (Инок). — ISBN 978-5-9905844-6-4.
- Инок против Бесобоя. — Bubble Comics, Март 2015. — Т. 3; Инок — (№ 15—17), Бесобой — (№ 15—17), Инок против Бесобоя (№ 1—3) и доп. материалы.. — 302 с. — (Инок, Бесобой). — ISBN 978-5-9906506-0-2.
- Инок — Зверь во мне — Книга 1. — Bubble Comics, Июль 2015. — Т. 4 (№ 18—21) и доп. материалы. — 232 с. — (Инок). — ISBN 978-5-9906506-9-5.
- Инок — Зверь во мне — Книга 2. — Bubble Comics, Сентябрь 2015. — Т. 5 (№ 22—26) и доп. материалы. — 180 с. — (Инок). — ISBN 978-5-9907068-2-8.
- Инок — Высокое напряжение. — Bubble Comics, Апрель 2016. — Т. 6 (№ 27—31) и доп. материалы. — 192 с. — (Инок). — ISBN 978-5-9907605-7-8.
- Инок — Сердце монстра. — Bubble Comics, Сентябрь 2016. — Т. 7 (№ 32—38) и доп. материалы. — 172 с. — (Инок). — ISBN 978-5-9908270-4-2.
- Инок. Волк — Мёртвая хватка. — Bubble Comics, Сентябрь 2016. — Т. 8 (№ 39—42) и доп. материалы. — 172 с. — (Инок). — ISBN 978-5-9908270-9-7.
- Инок — Путь к бессмертию. — Bubble Comics, Июль 2017. — Т. 9 (№ 43—50) и доп. материалы. — 294 с. — (Инок). — ISBN 978-5-9500084-3-6.